# B・mobile
b・mobileとはブルネイの移動体通信会社である。　テレコムブルネイとQAF Comserveとの共同事業で誕生した会社である
2005年に3Gでのサービスを開始した。　新興会社のためGSMでのサービスは行っていない